# コリーン・クリンケンビアード
コリーン・スミス・クリンケンビアード（Colleen Smith Clinkenbeard、1980年4月13日 - ）は、アメリカ合衆国の女性声優。ルイジアナ州シュリーブポート出身。

## 出演

### テレビアニメ
1989年
- ドラゴンボールZ（蛇姫）

1992年
- クレヨンしんちゃん（野原ひまわり）

1996年
- こどものおもちゃ（倉田実紗子）
- ドラゴンボールGT（看護婦）
- 名探偵コナン（毛利蘭）

1999年
- ONE PIECE（モンキー・D・ルフィ）

2003年
- 鋼の錬金術師（リサ・ホークアイ、ロゼ・トーマス）

2009年
- ドラゴンボール改（孫悟飯、人造人間18号）
- 鋼の錬金術師 FULLMETAL ALCHEMIST（リサ・ホークアイ、ロゼ・トーマス）

2015年
- ドラゴンボール超（マイ）
- 東京喰種トーキョーグール (笛口リョーコ)

2016年
- ダンガンロンパ3 –The End of 希望ヶ峰学園– (雪染ちさ)
- 牙狼-GARO- -炎の刻印- (オクタヴィア)
- ネトゲの嫁は女の子じゃないと思った? (亜子の母)

2019年
- フルーツバスケット (草摩慊人)
- 炎炎ノ消防隊 (火華)

### 劇場アニメ
1986年
- ドラゴンボール 神龍の伝説（孫悟空）

1993年
- ドラゴンボールZ 銀河ギリギリ!!ぶっちぎりの凄い奴（ザンギャ）

1996年
- ルパン三世 DEAD OR ALIVE（オーリエンダー）

1997年
- 名探偵コナン 時計じかけの摩天楼（毛利蘭）

1998年
- 名探偵コナン 14番目の標的（毛利蘭）

1999年
- 名探偵コナン 世紀末の魔術師（毛利蘭）

2000年
- 名探偵コナン 瞳の中の暗殺者（毛利蘭）

2001年
- 名探偵コナン 天国へのカウントダウン（毛利蘭）

2002年
- 名探偵コナン ベイカー街の亡霊（毛利蘭）

2005年
- 劇場版 鋼の錬金術師 シャンバラを征く者（リサ・ホークアイ、ロゼ・トーマス）

2007年
- ONE PIECE エピソードオブアラバスタ 砂漠の王女と海賊たち（モンキー・D・ルフィ）

2016年
- ONE PIECE FILM GOLD（モンキー・D・ルフィ）

### ゲーム
- ドラゴンボール ファイターズ （孫悟飯(少年)、エージェントマイ）